# Лиеде
Ли́еде (устар. Леде; латыш. Liede; в верхнем течении — Ли́едите; латыш. Liedīte) — река в Латвии, течёт по территории Индранской и Дзелзавской волостей Гулбенского края, а также Даукстской, Яунгулбенской и Лигской волостей Мадонского края. Правый приток верхнего течения Айвиексте.
Длина — 60 км. Начинается в северной части Даукстской волости, к юго-западу от города Гулбене. До Дзелзавы преобладающим направление течения является юго-запад, далее поворачивает на юго-восток и течёт по Лубанской равнине, перед впадением в Айвиексте делает 12-ти километровую петлю на северо-восток. Устье Лиеде находится на высоте 88 м над уровнем моря, в 80 км по правому берегу Айвиексте, около города Лубана. Уклон — 0,8 м/км, падение — 47 м. Площадь водосборного бассейна — 358 км² (по другим данным — 392 км²). Объём годового стока — 0,106 км³.
Основные притоки:
- правые: Олене, Капупите;
- левые: Ушурупе, Нидрите, Мандауга[6].